# Banisteriopsis schwannioides
Banisteriopsis schwannioides là một loài thực vật có hoa trong họ Malpighiaceae. Loài này được (Griseb.) B.Gates mô tả khoa học đầu tiên năm 1982.